# Hyalesthes verticillata
Hyalesthes verticillata är en insektsart som beskrevs av Dlabola 1994. Hyalesthes verticillata ingår i släktet Hyalesthes och familjen kilstritar. Inga underarter finns listade i Catalogue of Life.